# Jardín Botánico de Reikiavik

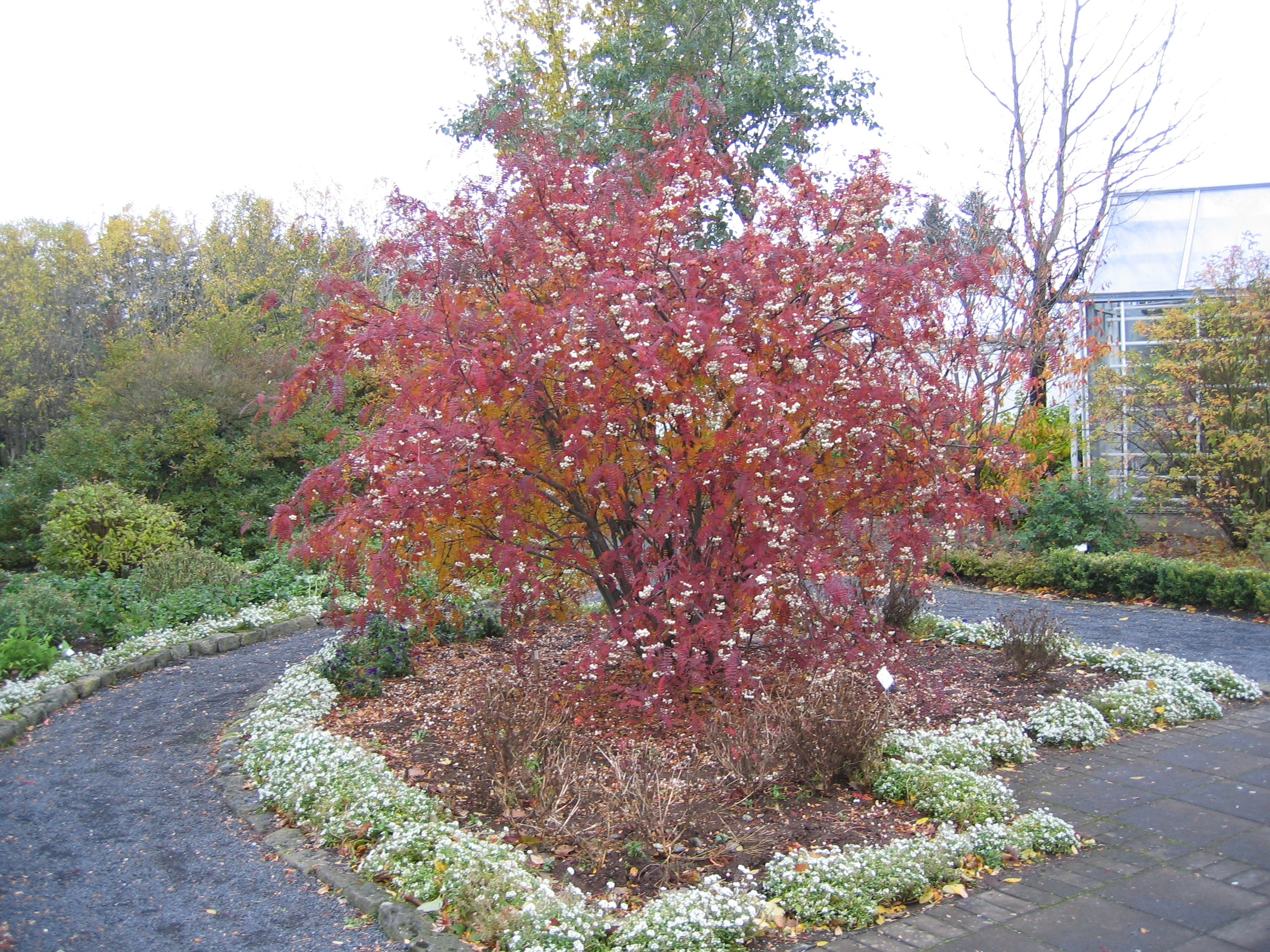
Sorbus fruticosa en el Hortus Botanicus Reykjavicensis

El Hortus Botanicus Reykjavicensis nombre en latín para Jardín Botánico de Reikiavik (en islandés: Grasagarður Reykjavíkur), es un jardín botánico de unas 5 hectáreas de extensión, que se encuentra en Reikiavik, la capital de Islandia. Este jardín botánico es de administración municipal, y es miembro de la asociación BGCI. Su código de identificación internacional como institución botánica, así como las siglas de su herbario es REYK.

## Localización
Hortus Botanicus Reykjavicensis P.O.Box 8372 Reykjavik-Reikiavik, 128 Iceland-Islandia. 
64°08′N 21°50′O / 64.133, -21.833
- Promedio Anual de Lluvia: 810 mm
- Altitud: 14.00 m s. n. m.

## Historia
El Jardín Botánico de Reikiavik fue creado el 18 de agosto de 1961, en la zona de Laugardalur en el centro de Reikiavik. La historia del Jardín comenzó debido a que la ciudad recibió, una colección de 200 especies de plantas por parte de la Universidad de Islandia.
Desde 2010, el director del Jardín Botánico es Hjortur Thorbjörnsson.

## Colecciones
Las plantas que alberga el jardín se muestran agrupadas como:

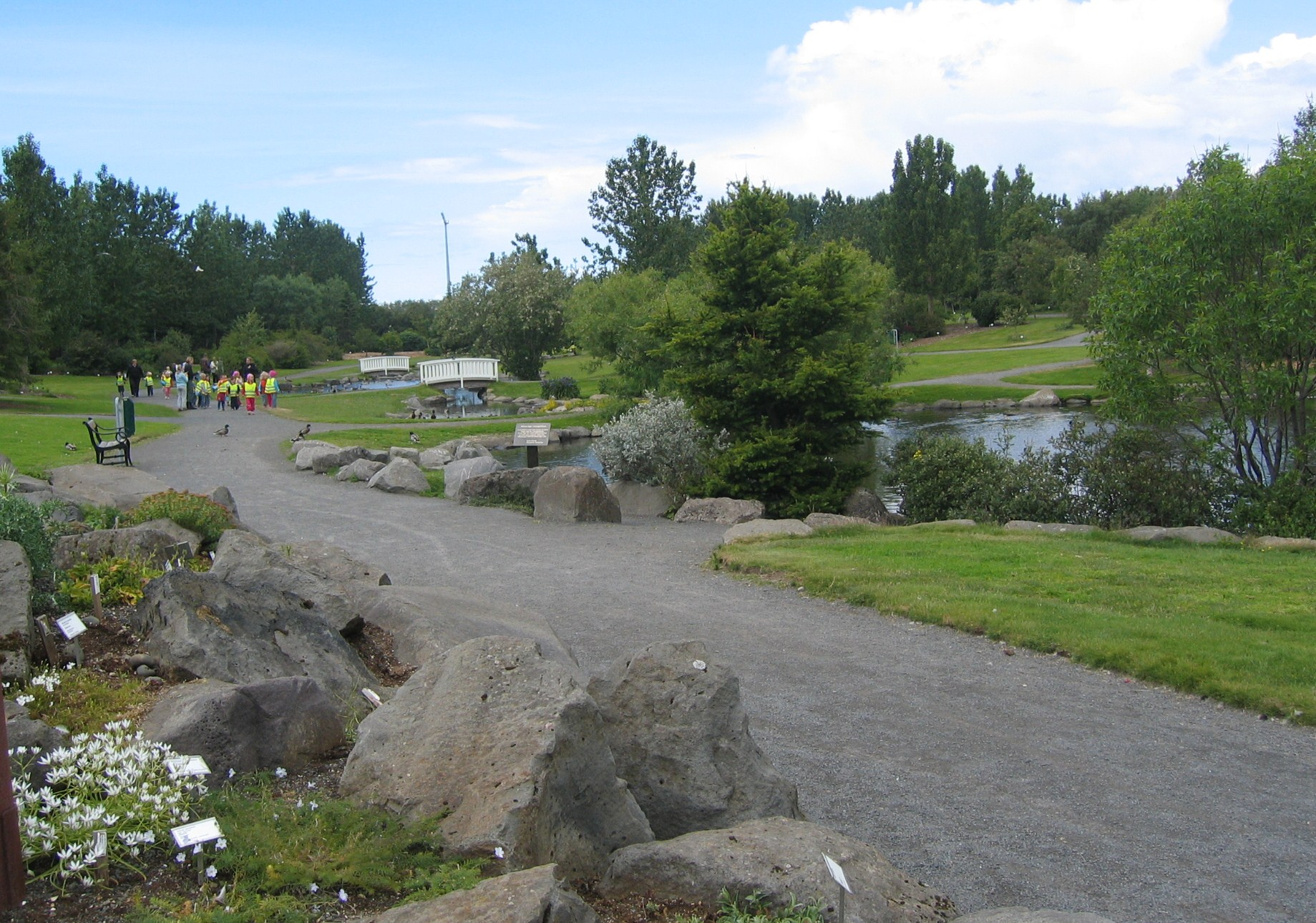
Vista general del Hortus Botanicus Reykjavicensis

- Arboretum de una hectárea de extensión
- Plantas endémicas con especial hincapié en las amenazadas o en peligro,

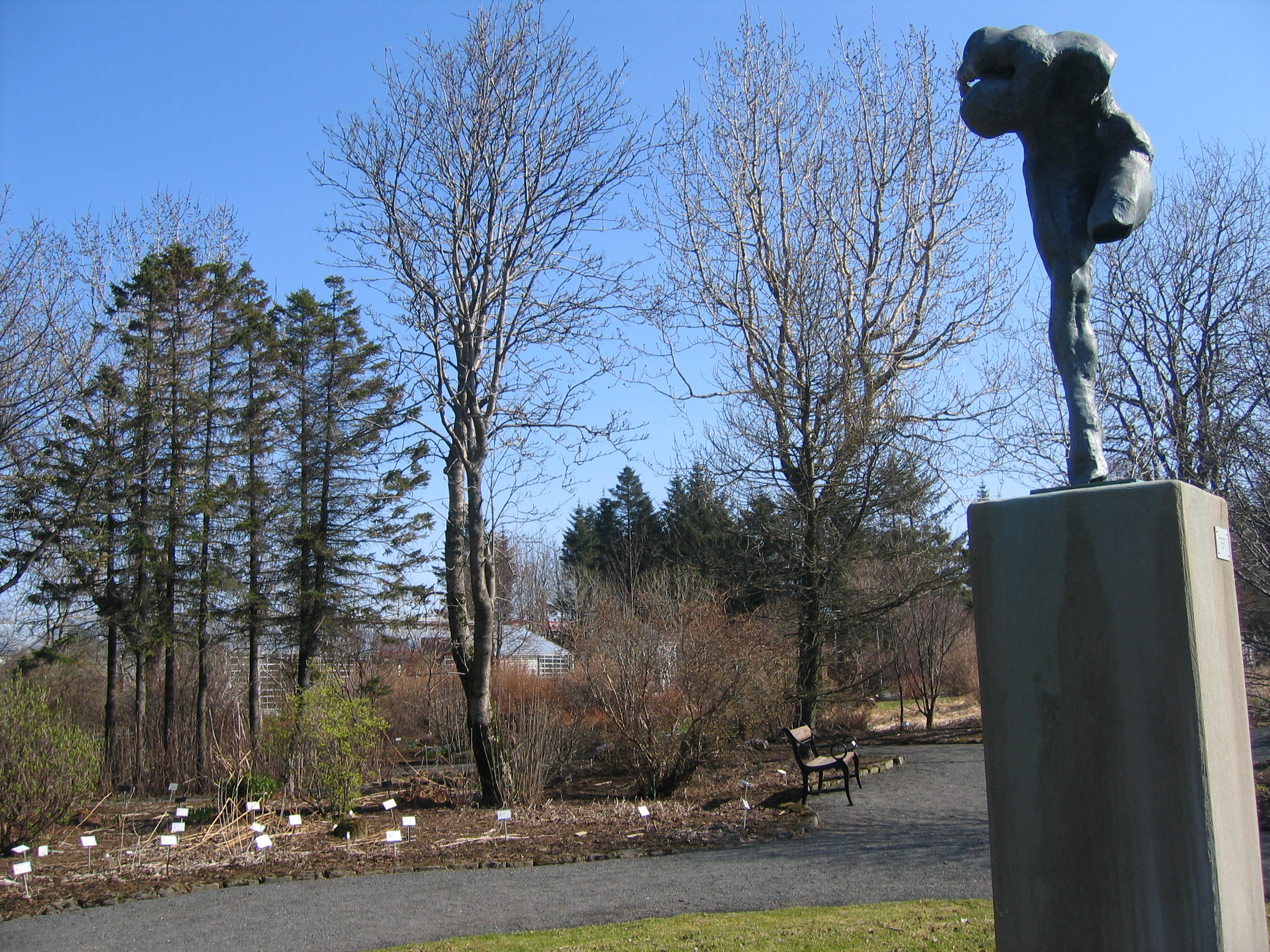
Estatua hecha por Helgi Gíslason

- Colección sistemática,
- Rocalla,
- Plantas de bulbos de primavera,
- Jardín de hierbas y hortalizas

## Obras de arte
El Jardín Botánico cuenta con dos obras de arte, una estatua hecha por Helgi Gíslason y “Fyssa” hecha por Þuríður Rúrí Fannberg.